# Asteelflash
Asteelflash Group er en fransk elektronikvirksomhed, der designer og fremstiller printede printplader. De har hovedkvarter i Neuilly-Plaisance, Paris. Virksomheden er en EMS-producent med produktion i 18 lande og 5.700 ansatte.
I 1999 blev virksomheden etableret i Paris som Asteel af Gilles Benhamou.
I 2020 blev Asteelflash overtaget af kinesiske USI, Universal Scientific Industrial (Shanghai) Co., Ltd.